# Xian de Biru
Le xian de Biru (tibétain : འབྲི་རུ་རྫོང་, Wylie : 'bri ru rdzong ; 比如县 ; pinyin : Bǐrú Xiàn) ou Driru, est un district administratif de la région autonome du Tibet en Chine et de l'ancienne province tibétaine du Kham. Il est placé sous la juridiction de la préfecture de Nagchu.

## Histoire
En 2013, selon l'ONG Free Tibet proche du gouvernement tibétain en exil, plusieurs manifestations ont opposé la population locale et les forces paramilitaires. Le 8 octobre parmi les manifestants on dénombre quatre morts par balles et plusieurs dizaines de blessés. Ces manifestations auraient pour origine une campagne patriotique obligeant les Tibétains à hisser le drapeau de la république populaire de Chine sur les habitations. Selon Radio Free Asia la manifestation précédente avait fait 60 blessés. Amnesty international demande aux autorités chinoises de ne plus utiliser la force lors de manifestations non violentes. En février 2014, Kunchok Dhakpa, âgé d'environ 20 ans, un Tibétain arrêté l'an dernier lors d'une manifestation contre les activités minières de la montagne de Naglha Dzamba dans le comté de Driru est mort à la suite de tortures. Son corps a été remis à sa famille le 28 décembre 2013. Le 19 décembre 2013, trois Tibétains de Driru ont été condamnés jusqu'à treize ans de prison par la Cour populaire de Driru. Kunchok Jinpa, un ancien moine devenu guide touristique, arrêté et condamné à 21 ans de prison, meurt à la suite de tortures le 6 février 2021 .
Des travaux d’extraction minière ont lieu en 2017 dans la région proche de Sertra Dzagen, une montagne sacrée pour les Tibétains. Fin février 2018, les villageois de Markor ont été contraints de signer l'approbation pour l'exploitation minière par les autorités chinoises. Karma, le chef du village a refusé de signer et aurait été arrêté. Selon une source locale, « les habitants croient que les activités minières sur cette montagne sacrée peuvent conduire à l'extinction d'espèces animales telles que les moutons sauvages, les antilopes et les wapitis, et pourraient déclencher des glissements de terrain sur la montagne Drakkar située juste à gauche de Sertra Dzagen ».

## Démographie
La population du district était de 43 700 habitants en 1999.